# Talvez uma História de Amor
Talvez uma História de Amor é um filme brasileiro de 2018 do gênero comédia romântica baseado no livro de Martin Page. Produzido no Brasil e em Nova York em 2015, dirigido por Rodrigo Bernardo, e protagonizado por Mateus Solano. Sua estreia em território brasileiro ocorreu no dia 14 de junho de 2018.

## Enredo
Quando chega em casa, após mais um dia corriqueiro no trabalho, Virgílio (Mateus Solano) liga a secretária eletrônica e ouve um recado perturbador. É uma mensagem de Clara (Thaila Ayala), comunicando o término do relacionamento dos dois. Virgílio, então, entra em choque e ouve repetidamente a mensagem, buscando algum sentido. O término não é o problema; o problema é que Virgílio, solteiro, não faz a menor ideia de quem seja Clara.

## Elenco
- Mateus Solano como Virgílio
- Thaila Ayala como Clara
- Totia Meirelles como Dra. Marcia Bruner
- Dani Calabresa como Lisa
- Bianca Comparato como Katy
- Nathalia Dill como Fernanda
- Paulo Vilhena como João
- Juliana Didone como Melissa
- Isabelle Drummond como Cintia
- Jacqueline Sato como Carolina
- Marco Luque como Otavio
- Cynthia Nixon como Toni
- Gero Camilo como Antonio
- Elisa Lucinda como Simone
- Cláudia Alencar como Bianca
- João Côrtes como Lucas
- Flávia Garrafa como Denise